# 카롤 사마하
카롤 사마하(아랍어: كارول سماحة, 영어: Carole Samaha, 1972년 7월 25일 ~ )는 레바논의 가수, 배우이다.